# Charles de Rouvre
Pour les articles homonymes, voir Rouvre.
Charles de Rouvre est un écrivain français né le 31 mai 1871 au Buc (Seine-et-Oise) et mort le 5 septembre 1960 à Paris 14e.

## Biographie
Charles de Rouvre, né en 1871, est le petit-fils du mathématicien Maximilien Marie (1819-1891) et le petit-neveu de Clotilde de Vaux (1815-1843), égérie d'Auguste Comte.

## Œuvres
- À deux, 1897, prix de Jouy de l’Académie française
- Princesse Esseline, Pari, 1898,  Armand Colin, 214 p. lire en ligne sur Gallica
- Française du Rhin, 1901, prix Montyon de l’Académie française
- L'Argent de l'autre, 1902
- L'Amoureuse histoire d’Auguste Comte et de Clotilde de Vaux, 1918, prix Marcelin Guérin de l’Académie française[3]
- La Mésaventure de l'apprenti en lettres, 1924
- Auguste Comte et le catholicisme, 1928
- Méditation sur Clotilde de Vaux, 1948, prix Durchon-Louvet de l’Académie française en 1949
- Témoignage sur le XIXe siècle : Histoire de mes grands-parents, 1959